# Llengües guahibanes
Les llengües guahibanes constitueixen una família lingüística conformada per cinc llengües genèticament relacionades, parlades per pobles amerindis que habiten els Llanos de la conca de l'Orinoco a Colòmbia i Veneçuela. S'ha subdividit en els grups nord-oest, central i sud-oest. El nombre total de parlants supera els 30.000.

## Classificació
Les llengües de la família són les següents:
- A. Grup Nord

1. Hitnü (Macaguane, jitnu); riu Ele i caño Guiloto, Arauca, Colòmbia. Cap el 2001 es comptabilitzaven uns 1.010 parlants a Arauca, prèviament la llengua s'hauria estès a Agualinda i San José de Lipa. En 2018 van ser censats 1.764 com macahuán i uns altres 513 com hitnü. i a 513 en 2018.
2. Hítanü (Iguanito, casibara); riu Iguanito, Tame, Arauca, Colòmbia.
- B. Grup Central

3. Sikuani (Hiwi, jiwi, jivi, guajivo, guahibo, wahibo); als departaments de Meta, Vichada, Arauca, Guainía i Guaviare, a Colòmbia i a Apure i l'estat Amazones, a Veneçuela. És la llengua guahibana amb més parlants, 20.000 el 1997; 34.200 el 2001; 30.600 el 2004; 24.000 el 2008; i ara poden sumar-se 23.953 censats a Veneçuela en 2011 i 52.361 a Colòmbia en 2018.
Waü, occidental.
Parawá oriental.
Amorúa; riu Tomo, Colòmbia (2.211 a Colòmbia, 165 a Veneçuela).
Dome (Cajaro, playero, bayonero); a la conca del riu Arauca, Colòmbia i Veneçuela. 240 parlants el 2000 i 350 el 2020.
4. Cuiba (Wamonae, cuiva, kuiba, deja), 2.830 parlants el 2001i 2.275 el 2004.
Pinmenepiwi (Wámonae); riu Meta, Casanare. (895).
Masiwali; a Paz de Ariporo, Casanare, Colòmbia (592).
Wipiwe (Waüpiwi); riu Uachadía, Casanare (299).
Tsiripu (Siripuxi); riu Aguaclara; límit entre Vichada i Arauca (75).
Yarawütoxi (Yarawüraxi); riu Capanaparo, Veneçuela (395).
Chricoa; caño Cameme, Arauca (19).
Mayayero (Mayaraxi, yamalero); riu Arauca (142).
- C. Grup Sud-oest

5. Guayabero (Jiw, cunimía, mitúa, mitiwa); a ambdós marges dels rius Ariari, Guayabero i Guaviare, departaments de Meta i Guaviare. Tenia 1.060 parlants el 2004 2.000 el 2007; i 2.960 el 2018.
6. Churuya (extinta); El Piñal, Río Güejar, Vista Hermosa, Meta.

## Relació amb altres llengües
Queixalós (1988) opina que la relació d'aquesta família amb la arawak, trobada per Loukotka i Greenberg, es deu a préstecs lèxics i no a parentiu filogenètic. Es deu fonamentalment a préstec de paraules durant segles i al pronom de primera persona que podria ser una forma regional.

## Fonologia
Des del punt de vista fonològic les llengües guahibanas distingeixen entre oclusives sordes i sonores. Generalment aquestes llengües posseeixen a més una consonant líquida (lateral o ròtica), encara que el cuiba és excepcional en aquest aspecte ja que manca de líquides (encara que existeix el so [r] és un al·lòfon de /d/). L'inventari consonàntic del cuiba ve dau per:
|                   | Labial | Alveolar | Palatal | Velar | Glotal |
| ----------------- | ------ | -------- | ------- | ----- | ------ |
| Oclusiva aspirada | pʰ     | tʰ       |         | kʰ    |        |
| Oclusiva sorda    | p      | t        |         | k     | ʔ      |
| Oclusiva sonora   | b      | d        |         |       |        |
| africada          |        | ʦ        | ʧ       |       |        |
| fricativa         |        | s        |         |       | h      |
| nasal             | m      | n        |         |       |        |
| Aproximant        | w      |          | i       |       |        |

El sistema vocàlic de les llengües guahibanes generalment inclou tres vocals tancades i tres vocals obertes /i, i, o; e, a, o/.

## Morfologia
Les llengües guahibanas són aglutinants amb tendència a ser polisintètiques. Tal com passa en moltes llengües de l'Amazònia septentrional les arrels admeten un sol prefix, encara que admeten cadenes de diversos sufixos. Una característica inusual de les llengües guahibanas és que tenen supletives per a singular i plural:
bexuba 'matar (objecte: singular)' = 'matar un X'
juteba 'matar (objecte: plural)' = 'matar diversos X'

## Comparació lèxica
Els numerals en diferents llengües guahibanas són:
| GLOSA | Nord             | Central                  | Central              | Central            | Sud       | PROTO- GUAHIBANO |
| GLOSA | Hitnü (macahuán) | Sikuani (guahibo)        | Playero              | Cuiba              | Guayabero | PROTO- GUAHIBANO |
| ----- | ---------------- | ------------------------ | -------------------- | ------------------ | --------- | ---------------- |
| '1'   | ken(ú)           | kaenːe                   | ompá-wa              | kəwa               | káe-      | *kewa-n          |
| '2'   | penakuéčabe      | anihanːebehe nawanːebehe | nahúa-wa-behe        | nakúeyatabe        | kolói-    | *nakue-behe      |
| '3'   | hóbehe           | akweyabi ponːebehe       | penayanachí-wa       | akoibi xóyobe      | pamóp-    | *akweybi(?)      |
| '4'   | ánabe            | kwatro ponːebehe         | nahúa- mátaxiyo-behe | nakuéyatabe xóyobe | pamchál-  |                  |
| '5'   | itsa-hokéha      | kinko ponːebehe          | pihía-wa             | cinco xóyobe       |           |                  |